# Džbán (hrad, okres Rakovník)
Džbán (někdy též Čbán nebo nesprávně Držemberk) je zřícenina hradu v přírodním parku Džbán v okrese Rakovník. Nachází se 600 m jihovýchodně od železniční stanice Mutějovice na ostrohu nad soutěskou Ve Vratech v nadmořské výšce 500 metrů. Zachoval se zejména mohutný příkop a drobné zbytky zdí. Od roku 1965 je chráněn jako kulturní památka.
Zřícenina stojí na hranici katastrálních území Mutějovice (parcelní čísla 549 a 531/1) a Lhota pod Džbánem (parcelní číslo 78/1). Od železniční stanice Mutějovice vede na hrad žlutě značená turistická trasa. Ostrožna s hradem je výběžkem plošiny, na které se asi 3 km jihovýchodně nachází vrchol Džbán, nejvyšší bod stejnojmenného geomorfologického celku.

## Historie
Jméno Držemberk je se Džbánem spojováno mylně, protože historické prameny s ním se vztahují k zámku Jezeří.

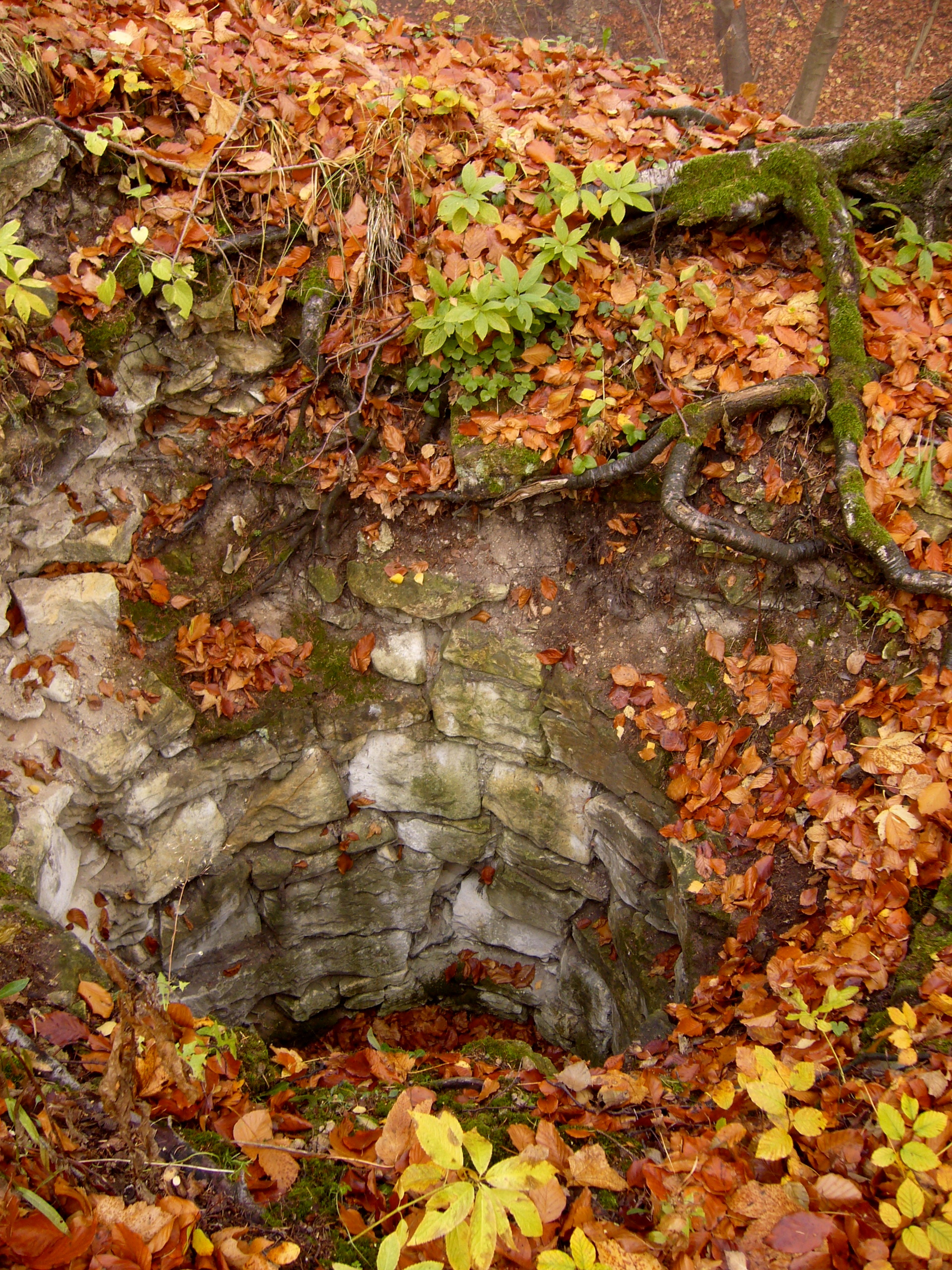
Torzo severní věže

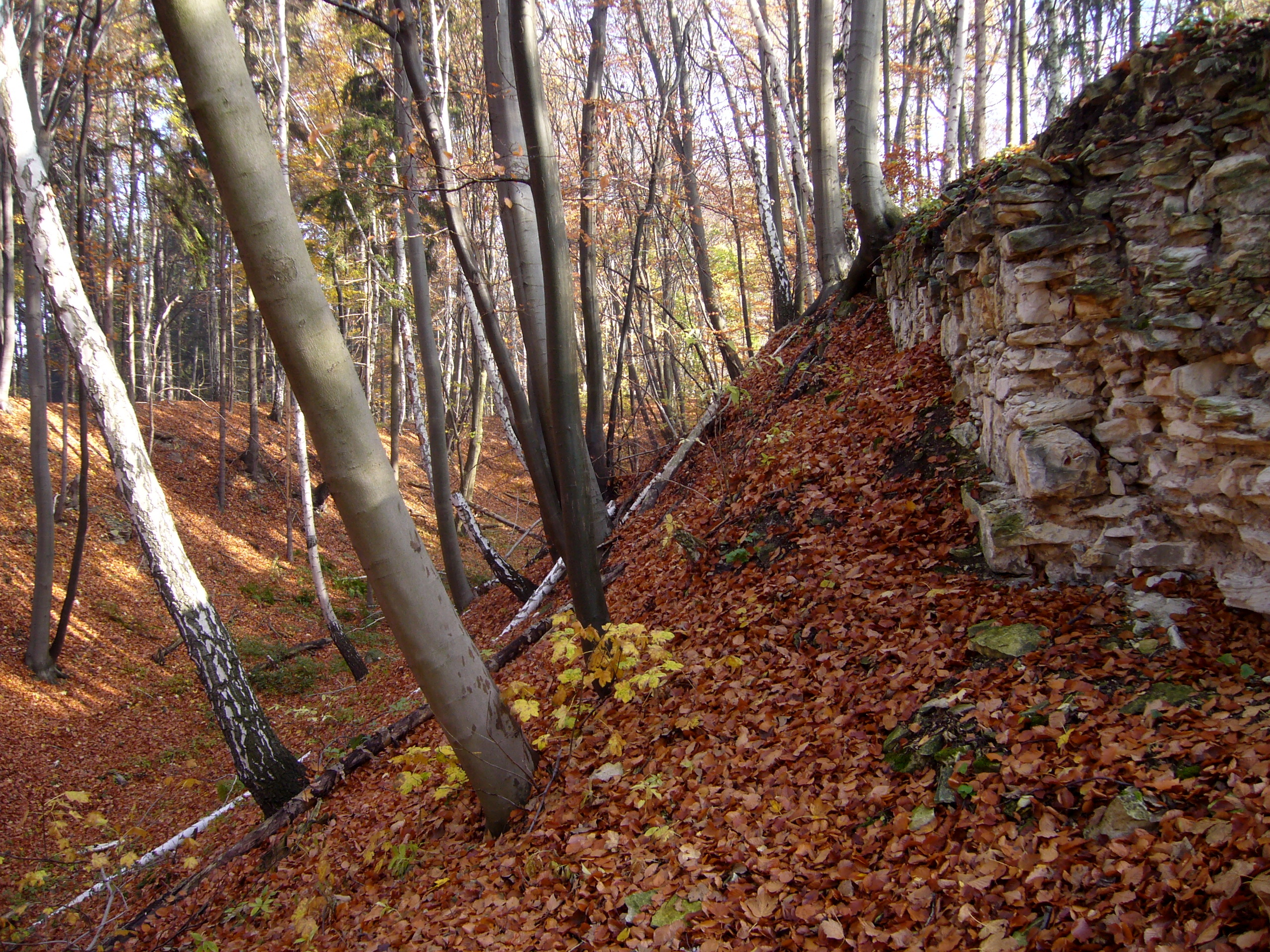
Příkop a fragment zdiva na severní straně

Na ploché ostrožně v místech pozdějšího hradu bývalo halštatské pravěké hradiště, za jehož pozůstatek jsou považovány zbytky valu a příkopu, které obloukovitě přepažovaly ostrožnu asi 150 metrů před středověkým hradem. Archeologické nálezy však pocházejí také z neolitu a raného středověku.
Ačkoliv byl hrad velký a výrazný, nedochovaly se o něm ani jeho staviteli písemné zmínky. Archeologické výzkumy vznik hradu datují do první poloviny 13. století. Jeho zakladatelem tedy byl s přihlédnutím k velikosti hradu, která byla nad možnosti tehdejší šlechty, král Václav I. nebo jeho otec Přemysl Otakar I. Byl nejsevernějším hradem přemyslovského loveckého hvozdu. Pravděpodobně byl opuštěn již koncem 13. století. Archeologické výzkumy nasvědčují, že hrad mohl být opuštěn po požáru (byla nalezena vrstva popela) nebo kvůli narušení geologického podloží výstavbou hlubokých hradních příkopů.

## Stavební podoba
Hradní stavba spojovala prvky francouzského kastelu na čelní straně a hradu s obvodovou zástavbou. Ze severní, západní a jižní strany hrad obklopují svahy. Od jihovýchodu přichází k hradu tzv. Hraběcí cesta. Staveniště mělo víceúhelný půdorys blízký trojúhelníku. Na všech stranách ho obklopoval hluboký příkop a val. Čelo hradu chránily tři okrouhlé věže. Na jihu to byl bergfrit a další dvě věže byly flankovací. Nejmenší severní věž vybavená skarpem však flankování téměř neumožňovala. Zbytky všech tří okrouhlých věží se dochovaly až do 19. století. Na přelomu 19. a 20. století byl hradní areál poškozen těžbou opuky, při které dvě věže zcela zanikly a dochovalo se pouze torzo věže severní. Zbývající strany hradu tvořila křídla hradních paláců členěných na řadu místností. Součástí západního křídla byla kaple. Dnes je prostor zříceniny porostlý uměle vysazeným vysokým lesem. Kromě věže se dochovaly zbytky některých palácových zdí a část hradního příkopu s valem.

## Zajímavosti
Pod hradem vede železniční trať 126 z Mostu do Rakovníka, ze které u stanice Mutějovice odbočuje částečně dochovaná železniční vlečka k zaniklému černouhelnému dolu Perun. Asi dva kilometry severozápadně od hradu se nachází Kounovské kamenné řady a tři kilometry na sever stojí zřícenina hradu Pravda.